# Club Gimnasia y Esgrima Concepción del Uruguay
Maillots
Le Club Gimnasia y Esgrima Concepción del Uruguay est un club argentin de football basé à Concepción del Uruguay.